# Ferrari 375 America
Ferrari 375 America – pierwsze auto Ferrari. Wysokie osiągi zapewniał silnik V12 o pojemności 4,5 l i mocy 300 KM. Najbardziej dyskutowanym parametrem samochodu była jego prędkość maksymalna wynosząca według różnych źródeł co najmniej 145 mph. Przyspieszenie wynosiło niewiele ponad 7 sekund do 100 km/h. W 1954 zaprzestano produkcji auta po zbudowaniu 12 egzemplarzy oraz pokazano nowy bardzo podobny model - Ferrari 250 Europa. 
Pierwszy z egzemplarzy 375 America był gotowy w sierpniu 1953 i do 25 września tego roku był to nieoficjalnie najszybszy samochód świata dopuszczony do ruchu ulicznego, nim Pegaso Z-102 Supercharged ustanowił oficjalny rekord prędkości wynoszący 152 mph. Poprzedni rekord od 1932 roku należał do Duesenberg SJ i wynosił 135 mph. Równie szybkie było Ferrari 340 America w roku 1951.

## Dane techniczne

### Silnik
- V12 4,5 l (4523cm³), 2 zawory na cylinder, SOHC
- Układ zasilania: trzy gaźniki Weber
- Średnica cylindra × skok tłoka: 84,00 mm × 68,00 mm
- Stopień sprężania: 8,0:1
- Moc maksymalna: 300 KM (223 kW) przy 6300 obr./min
- Maksymalny moment obrotowy: b/d

### Osiągi
- Przyspieszenie 0-100 km/h: 7,4 s
- Czas przejazdu pierwszych 400 m: 15,1 s
- Prędkość maksymalna: 242 km/h

### Pozostałe
- Ogumienie: 7.10 R 15
- Liczba wyprodukowanych egzemplarzy: 12

## Wartość obecna
Cena rynkowa za model w I stanie zachowania (stan idealny, 100% oryginalnych części) 650 000 € (w roku 2005). 